# PM-63
Die PM-63 (polnisch: Pistolet maszynowy wzór 1963, auf Deutsch: Maschinenpistole Modell 1963) ist eine Infanteriewaffe aus Polen. Ihr Einsatzprofil entspricht dem einer persönlichen Verteidigungswaffe. Sie wird auch als RAK (Ręczny Automat Komandosów, auf Deutsch: Handautomat der Kommandokräfte) bezeichnet. Sie wurde unter dem Namen RAK WCB 1960 entwickelt. Der Name wurde vermutlich von dem Konstrukteur Piotr Wilniewczyc festgelegt. Dieser schlug die Bezeichnung im Jahre 1960 während einer Besprechung vor. Zu diesem Zeitpunkt war Wilniewczyc bereits schwer am Krebs erkrankt und verstarb kurz darauf. „Rak“ bedeutet auf Polnisch Krebs.

## Technik
Die PM-63 ist eine zuschießende Waffe mit einem hohlen Masseverschluss, der den Lauf teilweise umschließt. Der Magazinschacht ist im Griffstück integriert, wodurch sehr kompakte Abmessungen ermöglicht wurden. Der Verschluss liegt außen wie der Schlitten einer Selbstladepistole, wobei ein flaches Gehäuseteil weit über die Laufmündung hervorsteht. Dieser Sporn hat zwei Funktionen: einerseits wirkt er als Kompensator dem Hochschlag der Waffe bei Feuerstößen entgegen, andererseits dient er als Hilfe beim Laden. Indem der Sporn der Waffe gegen eine feste Oberfläche gedrückt wird, kann die MPi mit nur einer Hand gespannt werden.
Für eine Maschinenpistole ist die Waffe extrem leicht. Um überhaupt kontrollierbar zu sein, war ein Kompensator unabdingbar. Zusätzlich wurde die Kadenz durch eine Verzögerungseinrichtung herabgesetzt. Bei maximaler Kompression der Schließfeder wird der Verschluss gehalten, während der Verzögerer noch etwas weiter nach hinten zurückgestoßen wird. Für den beidhändigen Einsatz dient ein abklappbarer Handgriff vorn sowie eine Schulterstütze hinten. Je nach Druck auf den Abzug verschießt die Waffe Einzel- oder Dauerfeuer.

## Varianten
In den 1970er-Jahren wurde eine Exportversion in 9 × 19 mm angedacht. Es wurden jedoch nur etwa 20 Vorserienwaffen hergestellt; über einen tatsächlichen Export ist nichts bekannt.
Während des chinesisch-vietnamesischen Kriegs erbeuteten chinesische Soldaten vietnamesische Rak. Im Anschluss soll es eine chinesische Plagiatproduktion (Typ 82) im Kaliber 7,62 × 25 mm gegeben haben.

## Nutzer

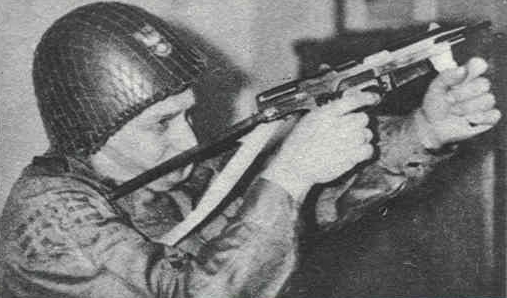
Soldat der Polnischen Volksarmee mit einer PM-63

- Polen: Polnische Streitkräfte (Fallschirmjäger, Panzerbesatzungen und Artilleriebedienungen,[2] Grenztruppen)[1]
Spezialeinheiten der polnischen Polizei, polnische Bahnpolizei[2]
- DDR: Volkspolizei[1] (9. Volkspolizei-Kompanie[2])
Wachregiment „Feliks Dzierzynski“[2]
- Kuba[2]
- Vietnam: vietnamesische Volksarmee (Panzerbesatzungen)[2]